# Livigno
Livigno (Livign in dialetto livignasco) è un comune italiano di 6 738 abitanti della provincia di Sondrio in Lombardia, è il più settentrionale e il più esteso comune della regione. Porto franco, fa parte della Comunità montana Alta Valtellina ed è una stazione turistica invernale ed estiva delle Alpi. È uno dei comuni montani italiani con maggiori presenze turistiche dopo Castelrotto e insieme a Selva di Val Gardena.

## Geografia fisica

### Territorio
Livigno è una località dell'alta Valtellina posta a circa 1816 m di quota s.l.m., nell'omonima valle, ai piedi delle Alpi di Livigno. Il paese si snoda lungo la strada che percorre per oltre 15 km l'intera valle attraversata dal torrente Aqua Granda (Spöl in tedesco) che convoglia le proprie acque verso l'Inn (Eno in italiano) e da questo al Danubio per finire nel Mar Nero. Livigno è quindi uno dei comuni italiani non appartenenti alla regione geografica italiana.
L’Aqua Granda (Spol) scorre per metà del suo tratto iniziale nella Val di Livigno e per l'altra metà scorre nell'Engadina, in Svizzera. Il pericoloso passaggio dello Spöl in un vallone strettissimo, ripido e scosceso tra le due parti, storicamente è stato accesso di difficilissima percorrenza e spiega il relativo isolamento che la Val di Livigno ha subìto in passato. Gli altri due accessi sono valichi montani ad alta quota.
È raggiungibile dal resto del territorio nazionale unicamente dalla Valtellina attraverso il Passo del Foscagno (mantenuto di norma aperto tutto l'anno), percorrendo la Strada statale 301 del Foscagno, oppure dalla Svizzera tramite la Forcola di Livigno (transitabile solo in estate), passando per la Valle di Poschiavo, altrimenti attraverso la galleria stradale, dall'Engadina. Il tunnel di circa 3,5 km di lunghezza è a corsia unica (senso unico alternato) e a pedaggio. La galleria collega la parte bassa e alta dello Spöl evitando il tratto impraticabile del torrente.

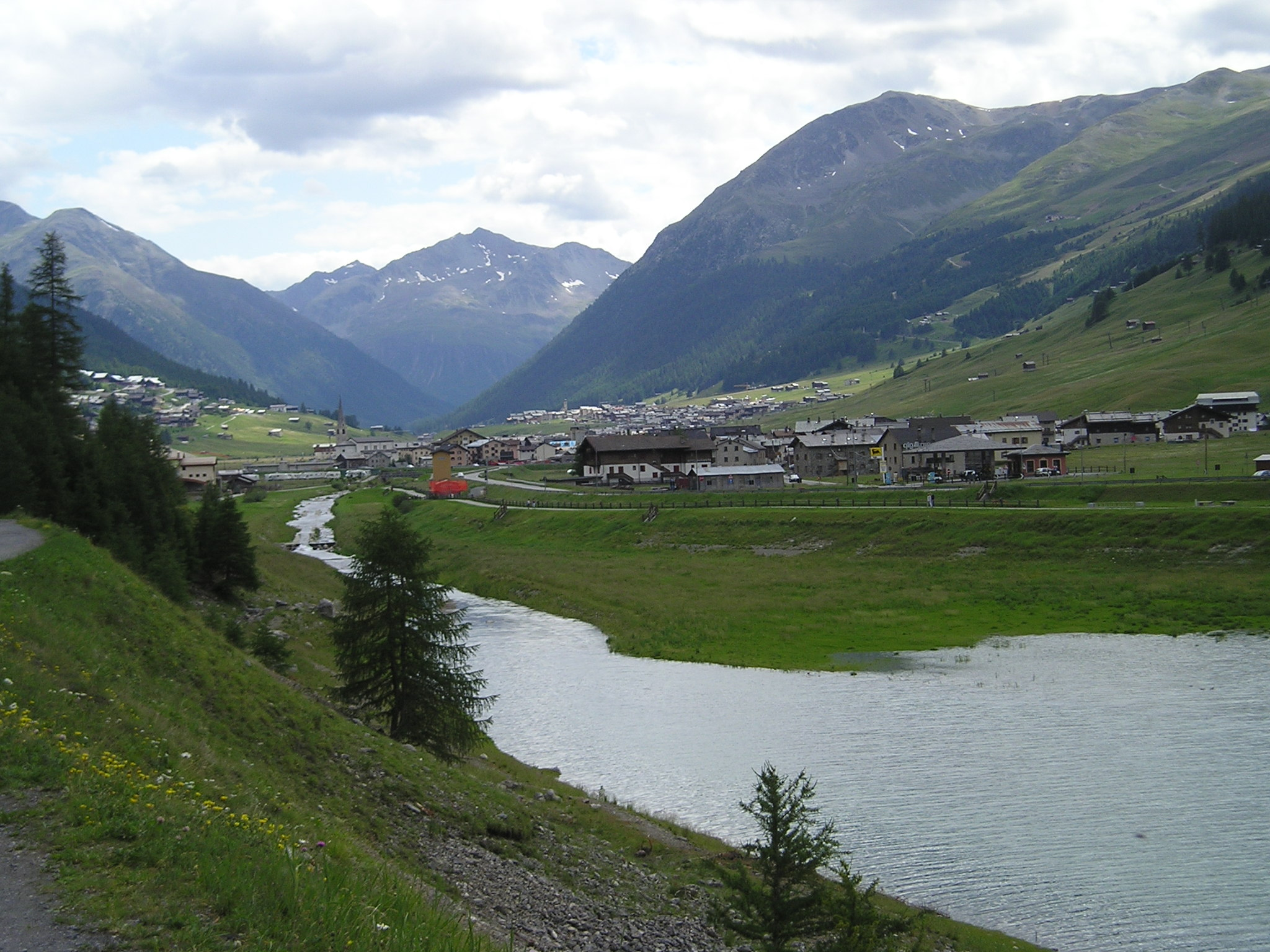
Livigno ripresa in lontananza dalla confluenza dell'Aqua Granda nel Lago del Gallo

Nel suo territorio è compresa la frazione di Trepalle, che si sviluppa fino a 2 250 metri s.l.m. Tale quota ne fa il centro abitato permanente più alto d'Europa assieme a Juf, in Svizzera posto a 2126 metri s.l.m. che però conta solo 25 abitanti. Trepalle è pertanto il più alto in assoluto tra i paesi europei con più di 100 abitanti. Eira, infine, è una località che dà il nome al passo omonimo.

### Clima
Il clima di Livigno è tipicamente alpino, con inverni relativamente lunghi e sicuramente rigidi ed estati brevi e fresche. Le estati (soggette a tempo mutevole) sono pressappoco una prosecuzione della primavera che si fa prorompente dopo la metà di aprile e si fondono con l'autunno che tipicamente inizia con il primo giorno di settembre.
Durante le ondate di freddo più intenso il termometro può precipitare fino ai −28 °C, durante le giornate estive più calde la temperatura non supera generalmente i +25 °C. Il sole è comunque nitido e intenso coi cieli tersi di quelle aree e l'elevazione considerevole sul livello del mare. Apparterrebbe a Livigno, secondo alcune fonti, il primato di centro abitato più freddo d'Italia con una temperatura registrata di −38 °C nell'inverno 1956.

## Origini del nome
Gli studiosi oggi propendono per l'ipotesi che fa risalire il toponimo Livigno al latino tardo labineus (soggetto a slavine).

## Storia

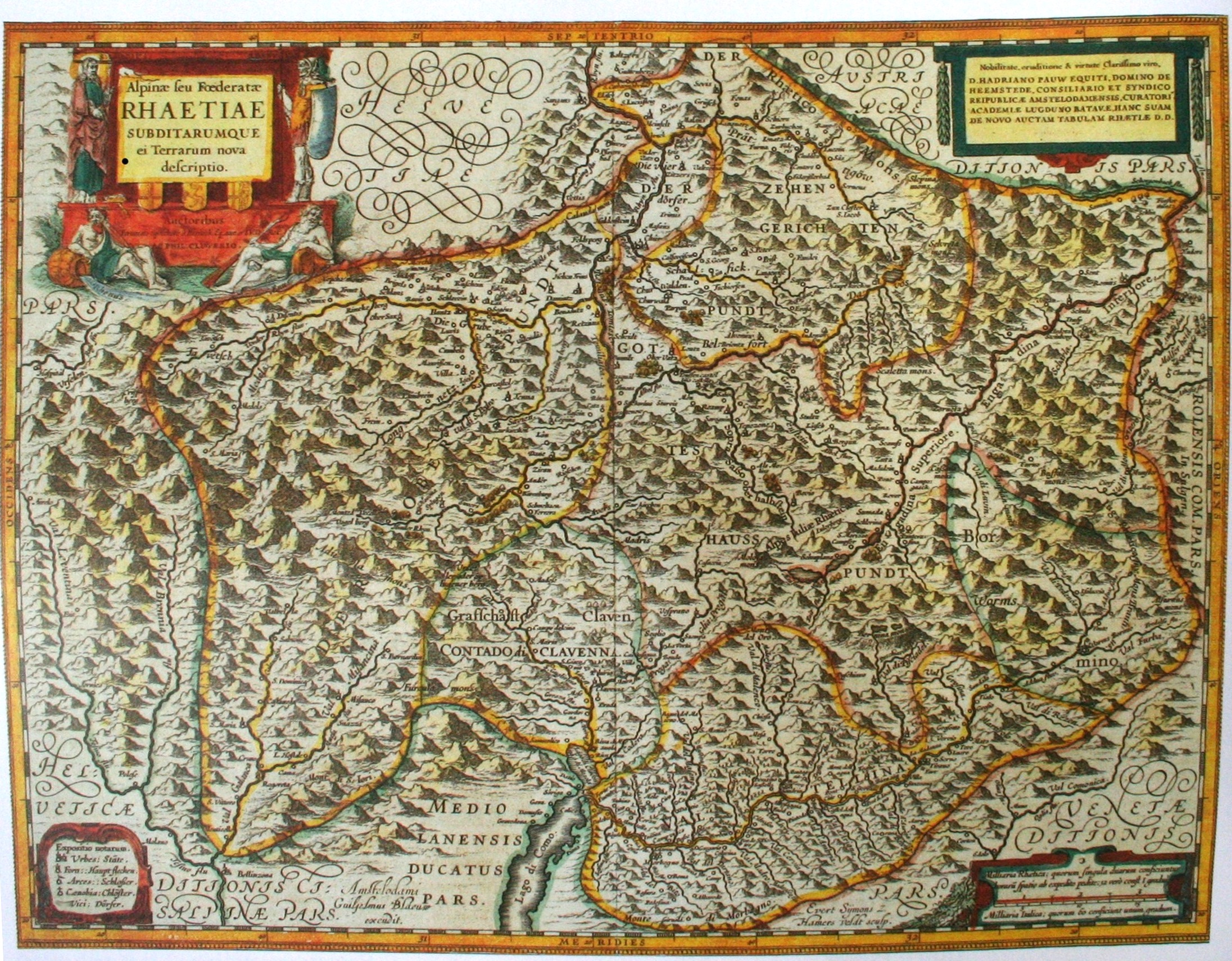
La Valle di Livigno in una mappa del 1618, parte del Contado di Bormio

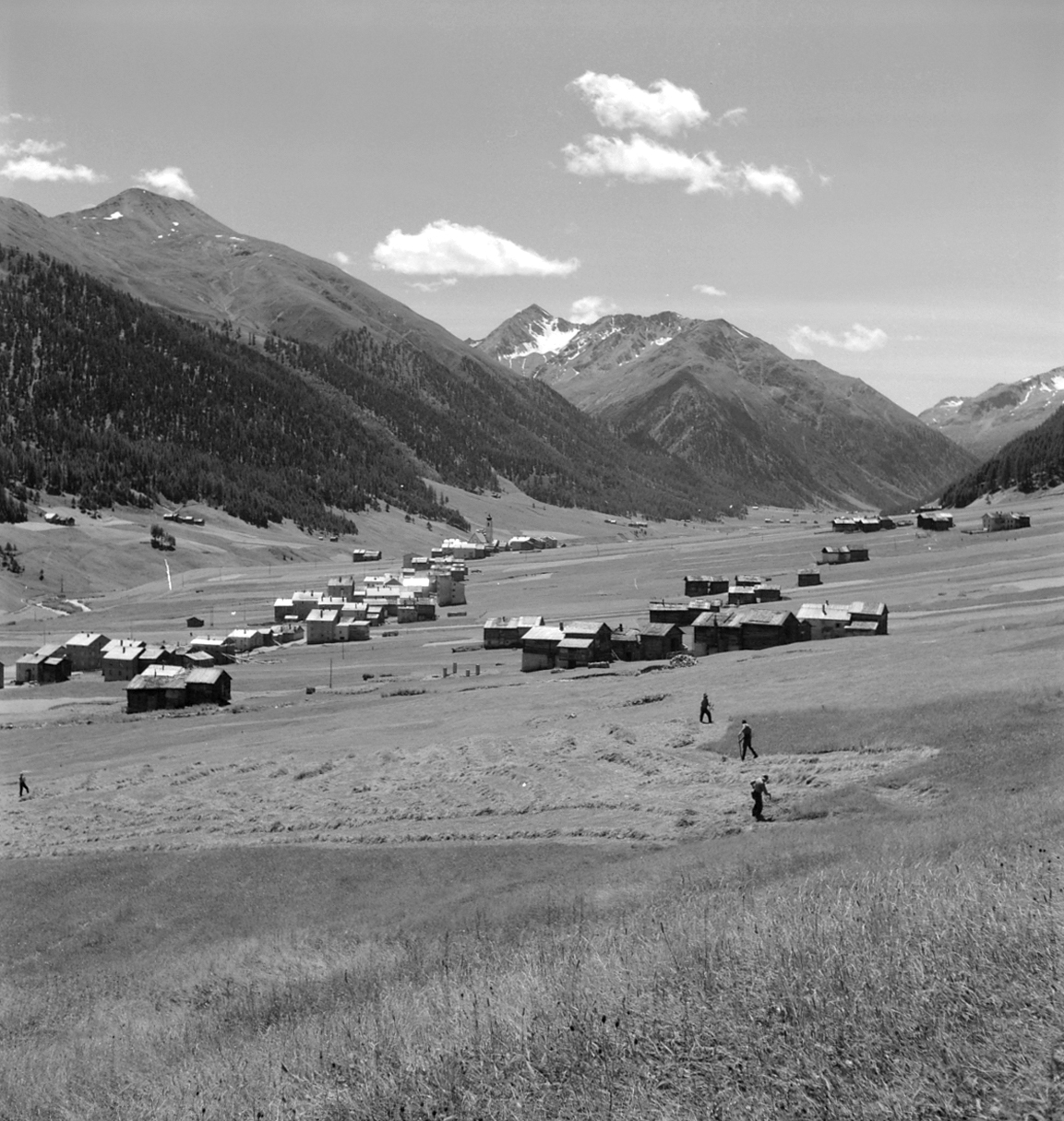
La valle in una fotografia del 1975

Il nome di Livigno compare per la prima volta in un documento redatto nel 1187. I primi elementi storici di residenti stabili e organizzati, sottostanti al contado di Bormio, vanno fatti risalire in un arco temporale compreso tra il 1263 e il 1325. L'isolamento geografico ha da sempre condizionato ogni possibilità di progresso, benessere e crescita culturale, ma un ruolo attivo fu giocato anche da Bormio, che cercò di ostacolare la crescita di Livigno soprattutto dopo la colonizzazione del territorio da parte di popoli stranieri, motivo di preoccupazione nella gestione dei commerci sugli alti passi della zona. 
Recenti studi infatti, ipotizzano che la fondazione di Livigno possa risalire a coloni walser provenienti dalla vicina Davos, a loro volta provenienti dalle alte valli del Monte Rosa. Vestigia della cultura walser si ritroverebbero ancora oggi nelle tipiche abitazioni in legno identiche a quelle di Davos, costruite con tecnica a blockbau, e nella presenza della Seelabalgga, ovvero la "finestrella dell'anima". 
Nel 1335 il signore di Milano Azzone Visconti conquistando Como ottiene il possesso pure dei territori soggetti alla città lacustre tra i quali la Valtellina con Bormio e Livigno. 
Livigno diventa così parte integrante del Ducato di Milano e rimarrà con la capitale lombarda prima con i Visconti e poi con gli Sforza fino al 1500. Lo stesso Ludovico il Moro, passerà nel gennaio del 1500 proprio da Livigno diretto a Milano per cercare di recuperare il Ducato caduto in mano francese. 
Nel 1538 la comunità si appella ai governanti Grigioni per ottenere una maggiore indipendenza nella gestione dei pascoli. Infatti, i rapporti sociali, economici e politici erano prevalenti più verso l'area del canton Grigioni anziché verso i padroni di Bormio, con i quali era in atto un contenzioso permanente. Nei tempi della Controriforma Bormio fu presidiata dai gesuiti a difendere il cattolicesimo contro le infiltrazioni dei protestanti e Livigno si trovò in mezzo, tra i protestanti svizzeri e i gesuiti di Bormio, con le complicazioni del caso.
Fra il Seicento e il Settecento, in diversi momenti gli abitanti di Livigno riuscirono a ottenere e mantenere diverse forme di concessioni e autonomie di fatto, soprattutto sugli scambi di merci in esenzione dai dazi, sui sentieri di percorrenza e sulle fonti d'acquisto. Nel 1797, con la riorganizzazione dei terreni di Bormio sotto la Repubblica Cisalpina, Livigno divenne comune. Due anni più tardi, nel 1799, anche Trepalle fu inclusa nel territorio comunale. Nel 1801 si stipulò la convenzione per l’arretramento della linea daziaria rispetto al confine politico, confermata anche dal Comando Napoleonico di Morbegno. Dopo il Congresso di Vienna, Livigno, come l'intero territorio della provincia di Sondrio, finì sotto il diretto controllo austriaco.
Nel 1819 fu stipulato un contratto con il quale l'Austria riconosceva agevolazioni analoghe a quelle ottenute nel periodo napoleonico, ma con l'introduzione di novità rilevanti, quali l'esenzione dell'acquisto di generi come sale, tabacco e polvere da sparo. Il trattato, con l'introduzione di modifiche, fu rinnovato nel 1825, nel 1829, nel 1840 e nel 1857. Dopo l'annessione al Regno d'Italia, nel 1877 il governo confermò la convenzione con una proroga triennale, rinnovata più volte, creando una situazione paradossale: Livigno godeva di privilegi garantiti dagli Austriaci sotto il Governo italiano che però non aveva legiferato. A tale mancanza si ottemperà solo nel 1910, con la concessione di esenzioni daziarie a favore del comune di Livigno. Nel 1914 il Regio esercito costruì la strada di collegamento Bormio-Livigno tramite il Passo del Foscagno, praticabile solo in estate; solo dal 1952 ne venne garantita anche l'apertura invernale. Nel 1960 cominciò un limitato movimento turistico, ma solo dopo il 1969, quando la galleria Munt La Schera (di servizio per la costruzione della diga del Gallo) venne aperta al traffico veicolare privato, che di fatto si diede inizio allo sviluppo turistico della località. Nel 1972 si ebbe l'istituzione dell'IVA e il relativo riconoscimento ufficiale della sua esenzione per la zona extradoganale di Livigno.

### Simboli
Lo stemma e il gonfalone del Comune di Livigno sono stati concessi con decreto del presidente della Repubblica del 20 giugno 1969.
La croce bianca in campo rosso è il simbolo del Contado di Bormio e testimonia il millenario legame con Livigno; la Madonna è la protettrice della comunità.
Il gonfalone è un drappo partito di azzurro e di rosso.

## Monumenti e luoghi d'interesse
- Chiesa di Santa Maria Nascente[11]

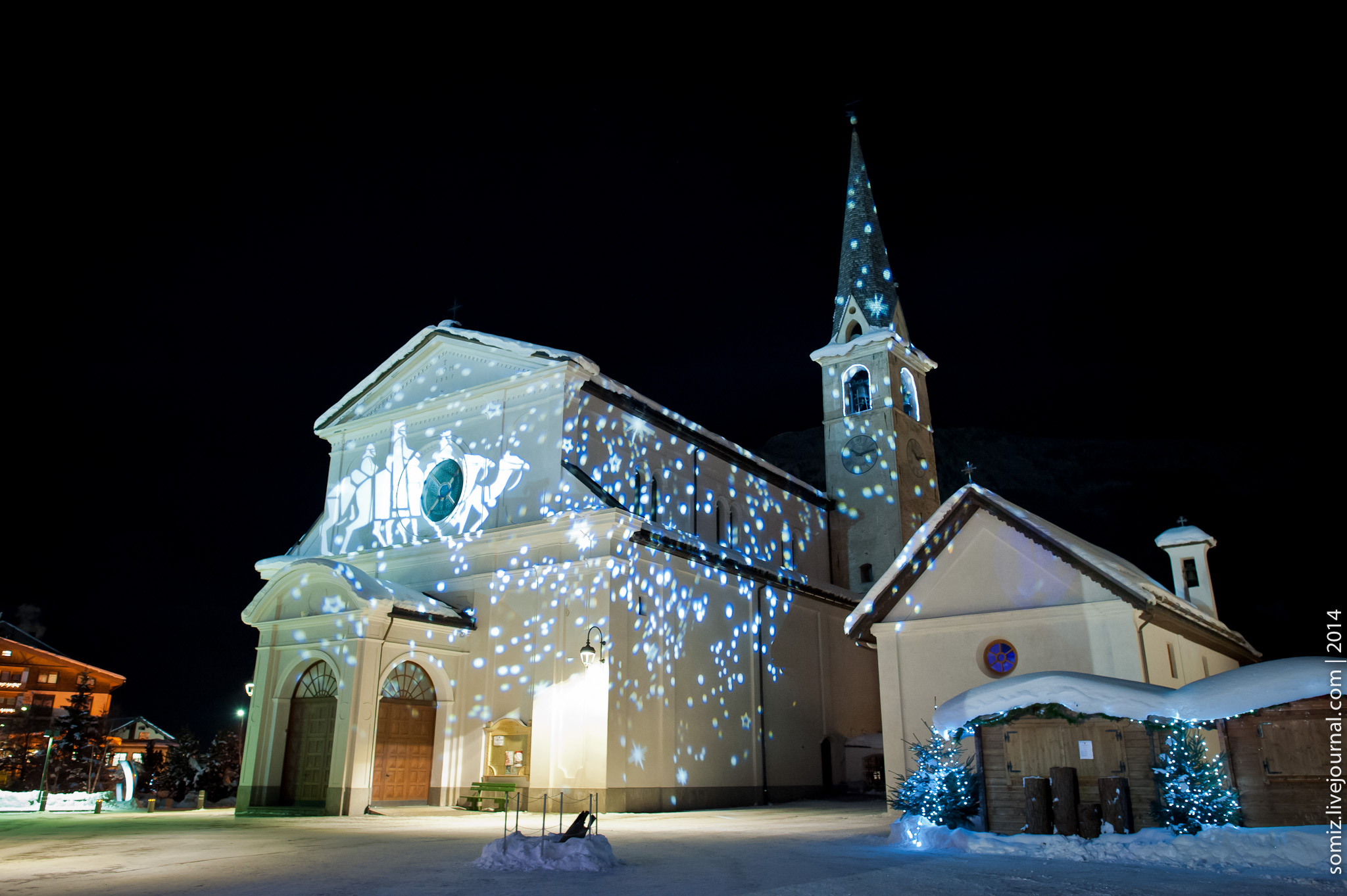
Chiesa di Santa Maria Nascente

- MUS! Museo di Livigno e Trepalle. Il museo, aperto dal 22 dicembre 2015, espone materiale etnografico che racconta le radici contadine di Livigno e Trepalle e le dinamiche che hanno portato al presente. L’edificio risale alla fine del ‘700 e presenta alcuni elementi tipici delle case tradizionali di Livigno, come la sc’tua, la cucina con il cendré (focolare) e il locale per la lavorazione del latte, ma anche caratteristiche particolari, come la notevole ampiezza (si distribuisce su ben quattro piani) e l’uso massiccio della pietra rispetto al tradizionale legno.
- Chiesa di San Rocco
- Chiesa di Sant'Antonio
- Chiesa Beata Vergine di Caravaggio
- Chiesa Immacolata di Viera
- Chiesetta della Madonna Addolorata in Val Federia
- Chiesetta della Madonna Addolorata di Florin
- Chiesetta Immacolata di Lourdes a Tresenda

## Società

### Evoluzione demografica
Abitanti censiti

Al 31 dicembre 2011 Livigno era il comune del Nord Italia che presentava la maggiore presenza di popolazione con meno di 35 anni sul totale della popolazione (il 51,4% della popolazione residente). Questo perché il paese è una tra le località italiane col maggior tasso di natalità.

### Etnie e minoranze straniere
Secondo le statistiche ISTAT ci sono 610 stranieri residenti stranieri, pari al 9,13% della popolazione.

## Tradizioni e folclore

### Ghibinèt
Il termine Ghibinèt (probabilmente dal tedesco Gabe Nacht) designa l'epifania livignasca e dell'alta Valtellina (gabinàt). Questa festa è anche celebrata in Val Camonica, provincia di Brescia. 
I bambini entrano nelle case dicendo: "Bondì, ghibinèt!" e le persone contraccambiano con dolciumi e piccoli doni.

### Sant'Antonio
Il 17 gennaio si celebra la festa di Sant'Antonio Abate, protettore degli animali. Ogni anno gli allevatori raggiungono la chiesa di Sant'Antonio passando per le vie centrali del paese. Solitamente gli animali che vengono portati sono i cavalli, a causa del clima rigido che non permette l'agevole spostamento con altri animali.
Il giorno di Sant'Antonio è anche l'ultimo giorno in cui si può pagare il Ghibinèt.

### Carnàl
Il carnevale livignasco segue la tradizione occidentale, per cui è animato da carri allegorici, maschere e giochi popolari, quali il palo della cuccagna e competizioni agonistiche; peculiarità del carnàl da livìgn è la presenza dei sonét, che nonostante il termine non hanno a che fare col sonetto, ma che si trattano di componimenti in versi di stampo satirico.

### Palio delle Contrade
Il Palio delle contrade è una gara di sci nordico per i residenti di Livigno e Trepalle, a partire dai 9 anni. Viene così chiamata dal 2018 in seguito a un cambio di organizzazione. La manifestazione era nata nel 1980 con la denominazione di "Trofeo delle Contrade". La gara serale si teneva in inverno, mentre dal 2015 è stata spostata a fine agosto, innevando con neve artificiale le vie centrali del paese.

### Festa patronale
Si tiene l'8 settembre la festa patronale dedicata a Santa Maria Nascente. La prima edizione della Festa Patronale risale al 1999. Grazie al “Comitato Festa Patronale”, l’appuntamento religioso si è tinto di folclore. Nella lunga giornata di festa sono in programma, oltre alla S. Messa e alla processione, momenti di aggregazione per l’intera comunità.

### Alpenfest
Sono vari gli appuntamenti durante l'autunno: la transumanza dalle baite alle stalle del paese, il 21 settembre con il marchè di venciun, ovvero la fiera campionaria dei migliori capi di razza Bruna Alpina e la festa dell'agricoltura, una serata con cena a base di prodotti tipici in cui vengono premiati i migliori capi bovini di ogni categoria e i migliori formaggi. Si tiene invece a metà ottobre la mostra dedicata agli ovini.

## Economia

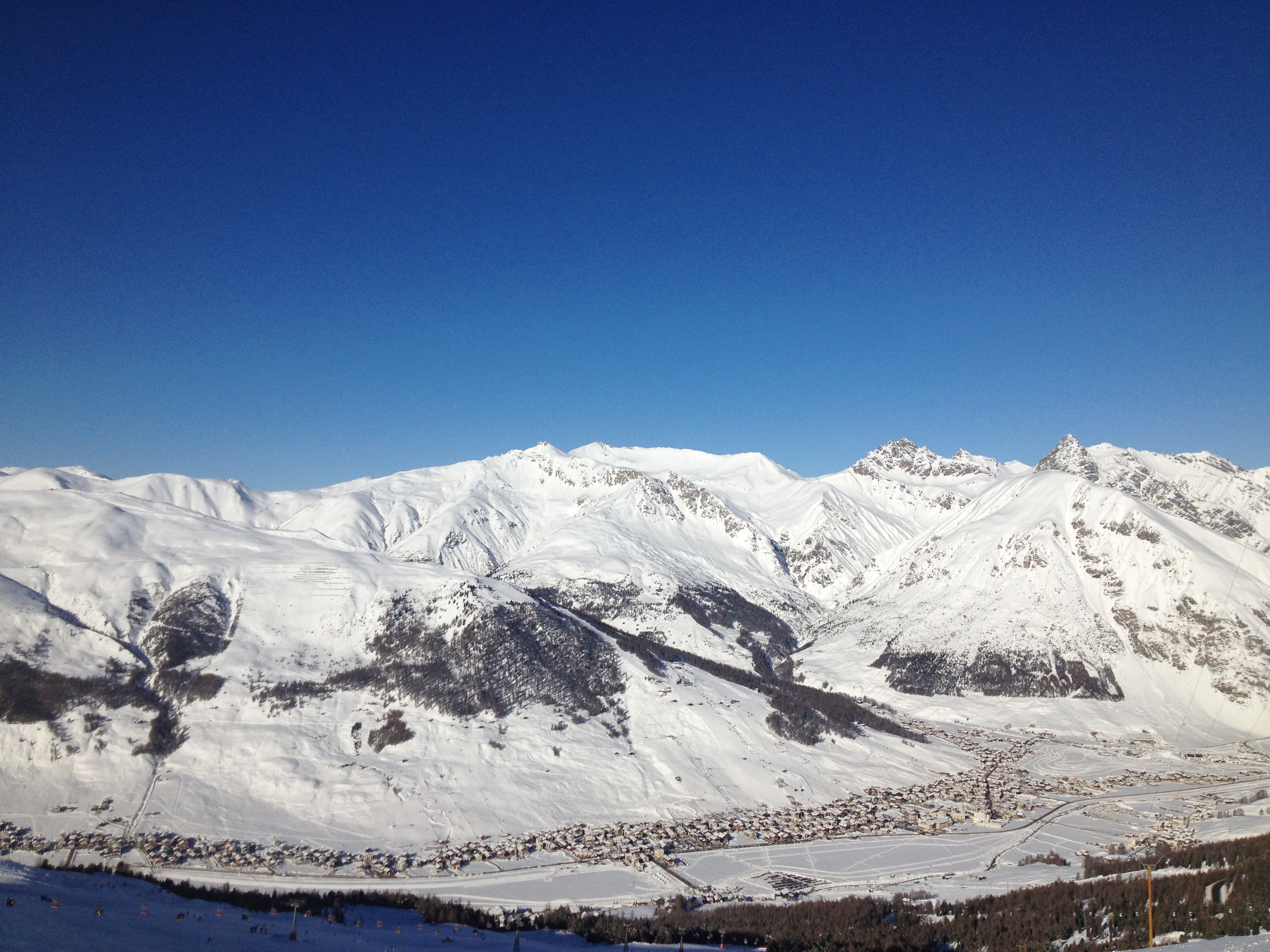
Panorama dalle Alpi di Livigno

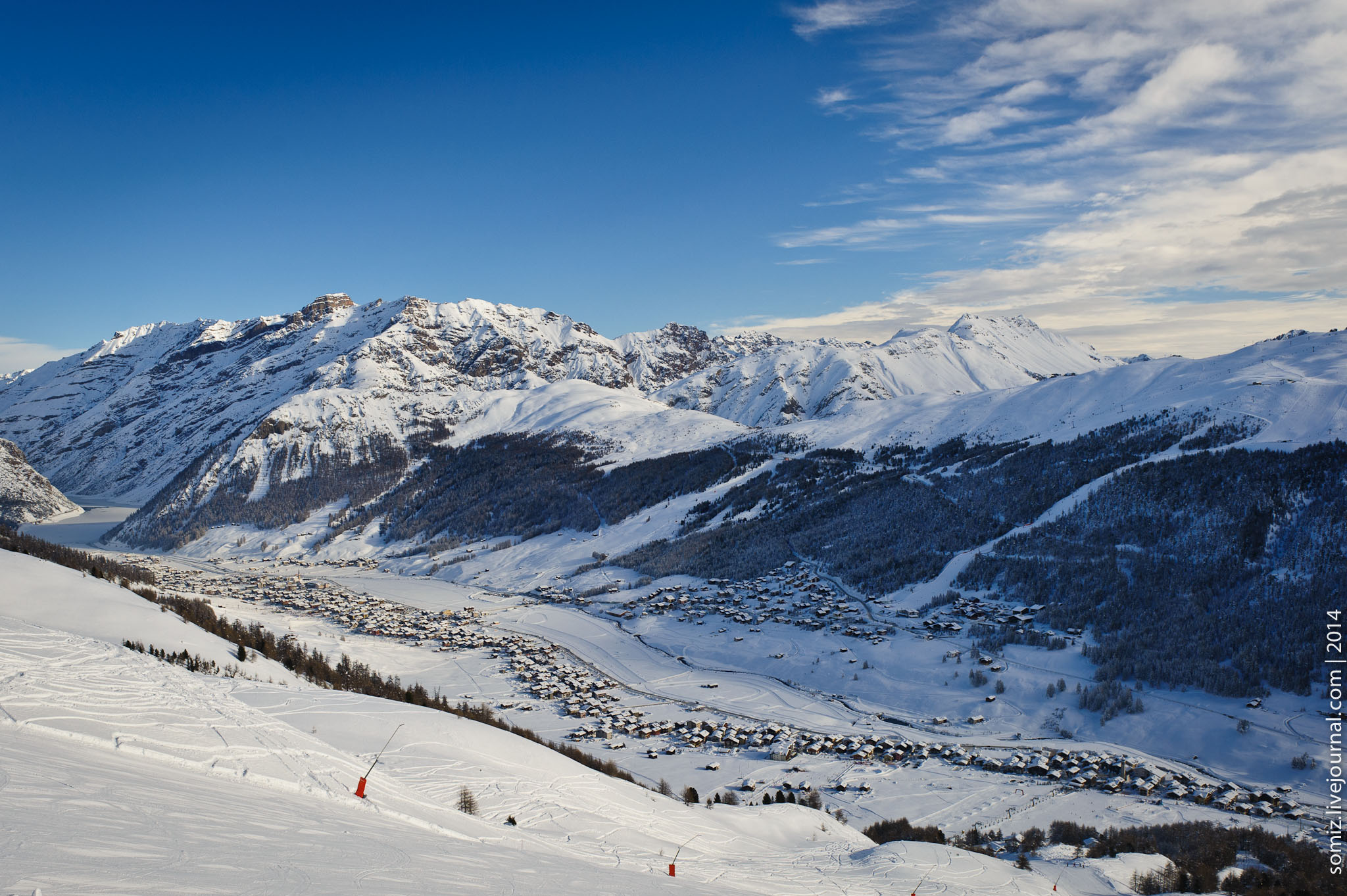
Panorama di Livigno con il suo altipiano

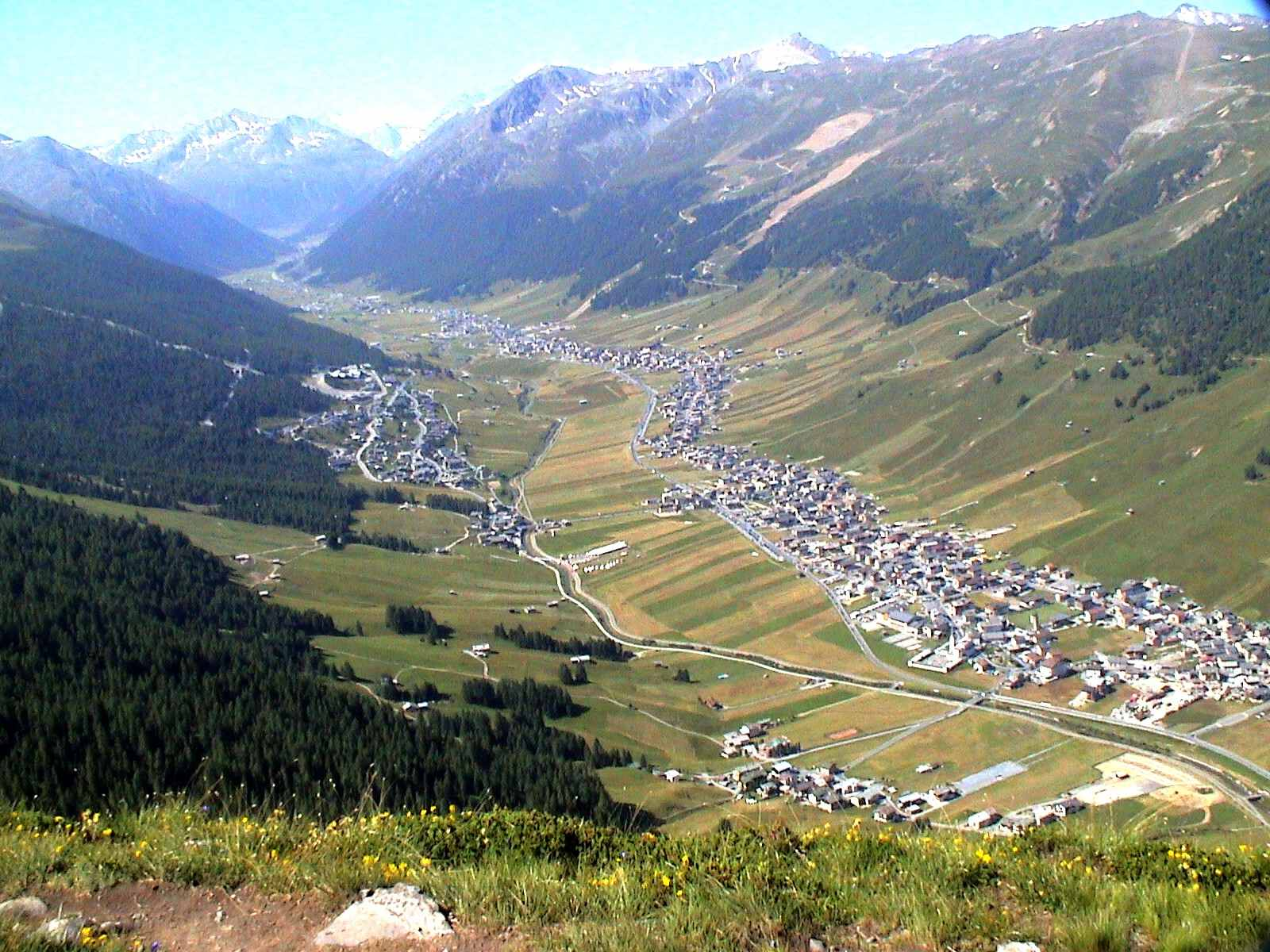
Val di Livigno in estate

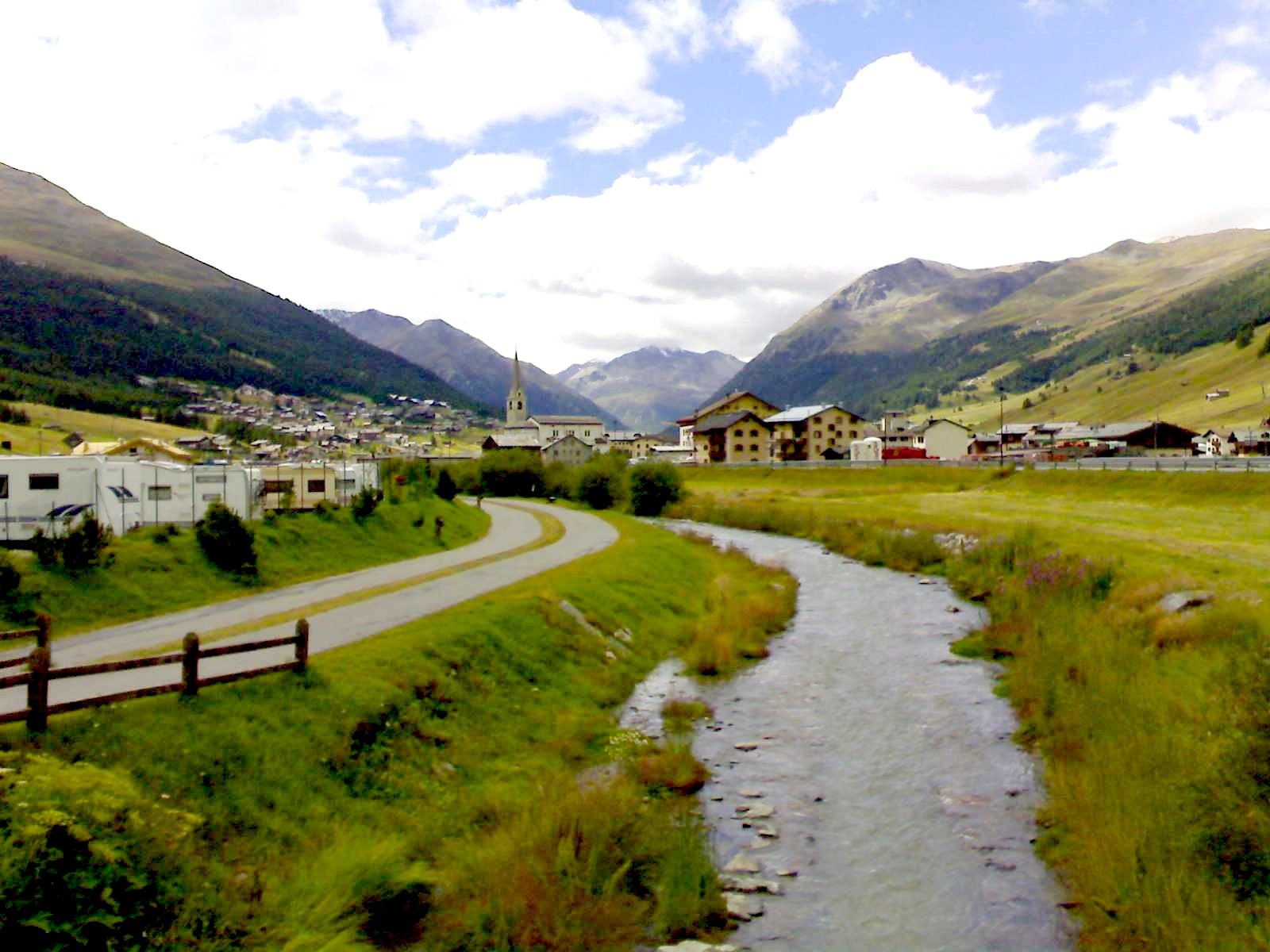
Vista della valle dal basso in tarda primavera

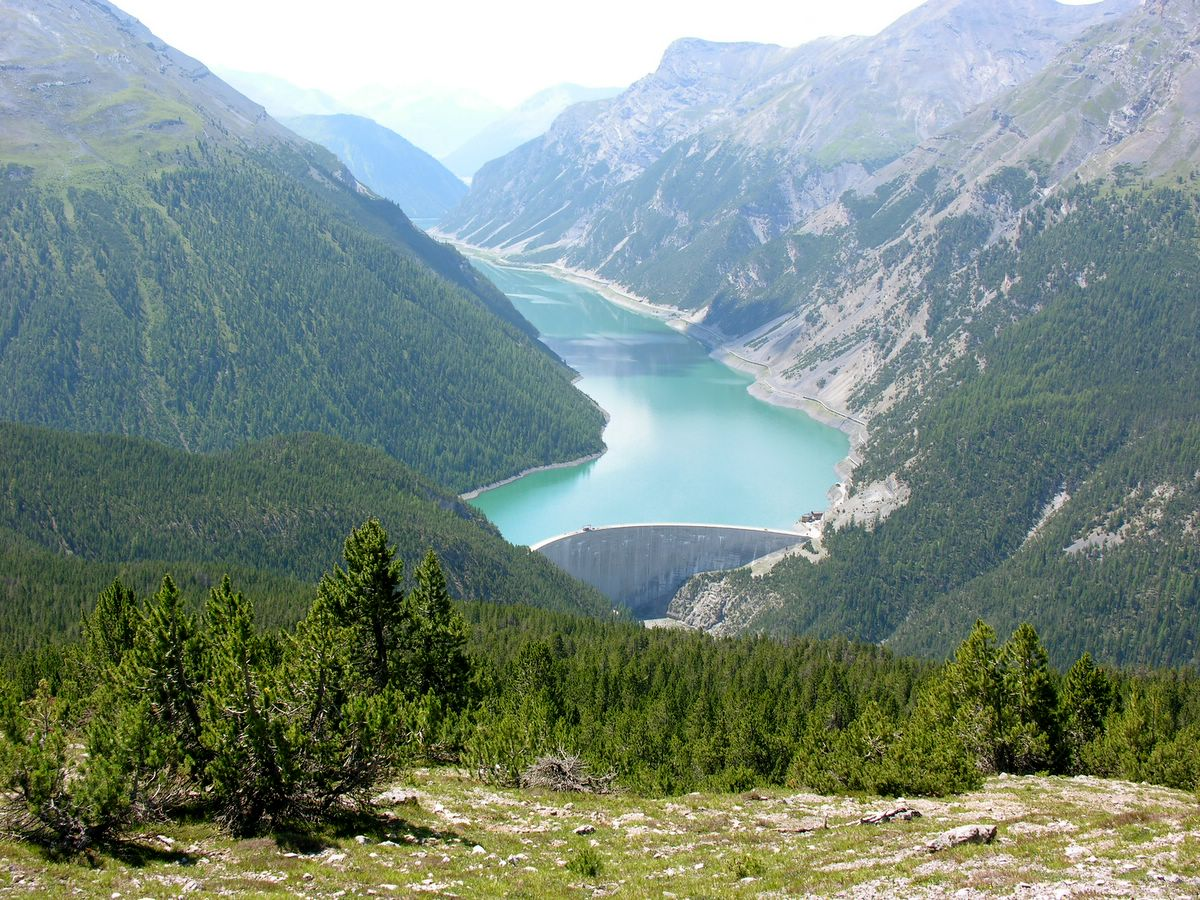
Il Lago di Livigno

### Territorio franco
Il comune di Livigno gode dello status di zona extradoganale, in forza della Legge 17 luglio 1910, n. 516 (G.U. n. 180 del 02/08/1910), ed è pertanto esente da alcune imposte, come ad esempio l'IVA. Questo status, comune anche alla vicina località engadinese di Samnaun, ha favorito lo sviluppo turistico a partire dalla fine degli anni cinquanta. Le origini della zona franca risalgono alle speciali deroghe che la comunità locale riuscì a ottenere, sin dal 1538 dalla contea di Bormio, successivamente confermate da normative e convenzioni succedutesi nel corso dell'Ottocento e del Novecento.
I prezzi delle merci vendute a Livigno sono esenti IVA. Chi visita Livigno trova conveniente l'acquisto di tabacchi, zucchero e alcolici, nonché merci di maggior pregio di cui occorre verificare la convenienza (profumi, orologi, ecc.); le merci acquistate devono rimanere entro i limiti stabiliti dalle tabelle doganali. È pure conveniente il rifornimento di carburante: si noti che è possibile esportare solo il carburante contenuto nei serbatoi dei veicoli medesimi (quindi si può fare un pieno senza particolari limiti) oppure in taniche omologate aventi capienza non superiore a 10 litri, pena severe sanzioni.
La particolare situazione doganale ha creato una situazione anomala di "turismo commerciale" cioè di un rilevante trasferimento di persone che si spostano prevalentemente per acquistare a prezzi più favorevoli. Tale situazione è anche evidente nella alta densità, struttura e dimensione dei negozi.
L'originario principale motivo della nascita della zona franca era correlato all'isolamento che ha lungamente caratterizzato questa località; si pensi che sino all'inverno del 1952-1953 (anno di avvio dell'apertura invernale del passo del Foscagno), la comunità di Livigno rimaneva completamente priva di qualsiasi via di comunicazione con il resto del mondo per l'intero inverno, dalle prime nevicate autunnali fino alla fusione delle nevi nella primavera.

### Turismo

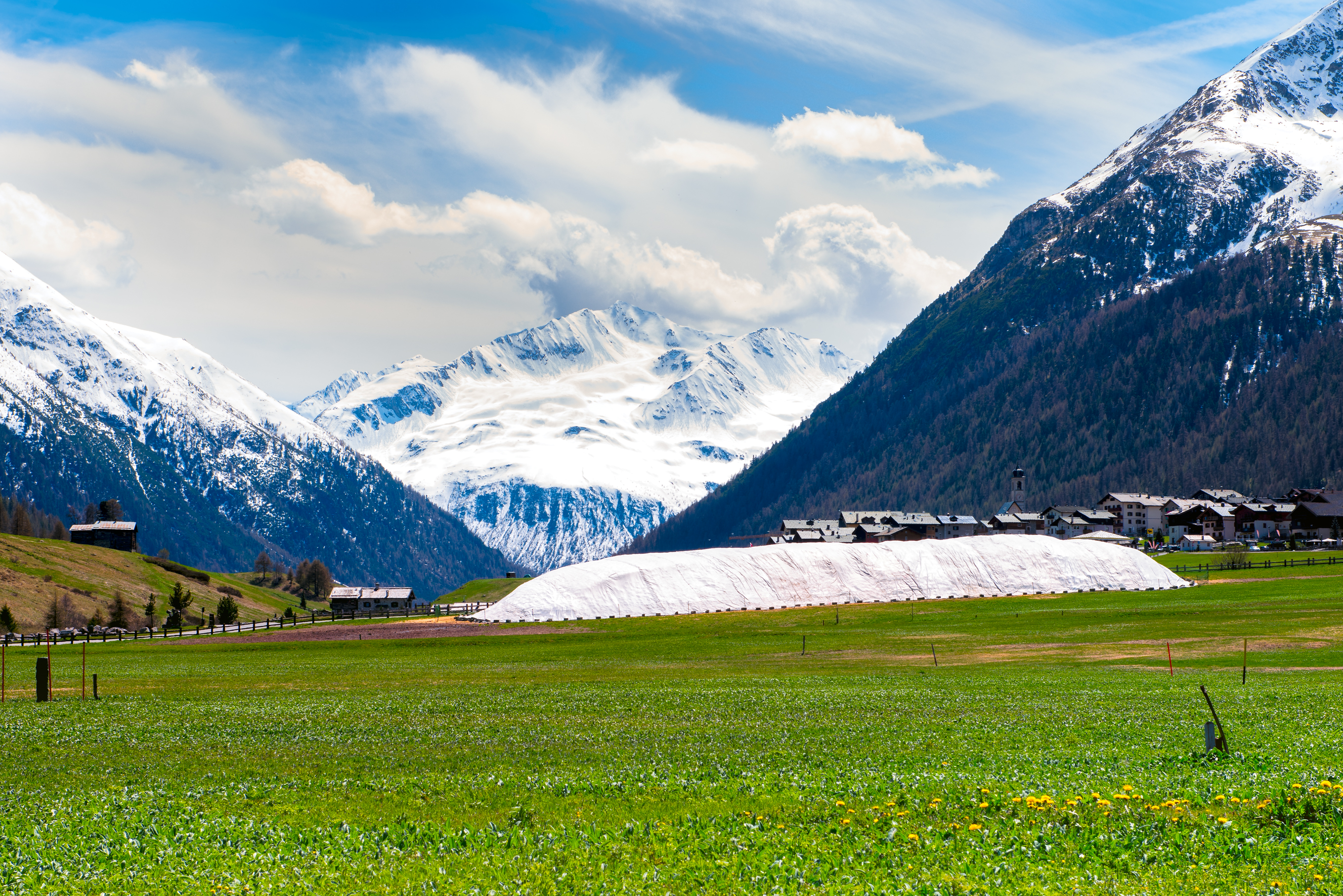
Livigno Snowfarm

Durante il periodo invernale sono molte le persone che raggiungono la località per trascorrere una vacanza sulla neve. L'elevata altitudine (il centro dell'abitato è situato a 1816 m s.l.m. con piste da sci sino ai 2 800 metri in areale centro-alpino) consente a Livigno di avere facilmente condizioni ottimali della neve, ricorrendo solo occasionalmente all'innevamento artificiale. Ciononostante, il comune alpino, che si configura come una località dalla forte vocazione turistica, si è trovato ad adottare delle strategie di gestione della neve per far fronte agli effetti del riscaldamento globale, ma soprattutto per anticipare la stagione sciistica. Una di queste è lo snow farm, ovvero l'azione di immagazzinare e conservare la neve prodotta in inverno, artificiale e non, durante l'estate, per poterla riutilizzare la stagione successiva. Livigno, inoltre, è stata una delle località scelte per testare gli strumenti di Prosnow (progetto europeo avviato nel 2017 e conclusosi ad agosto 2020), che permettono di formulare delle previsioni meteo e stagionali precise al fine di ottimizzare la produzione di neve artificiale, per rendere tale pratica più sostenibile a livello economico e ambientale. Gli impianti di risalita si articolano in due comprensori separati, quello del Mottolino e il Carosello 3000, posti ciascuno su un versante differente della vallata, con progetti di unificazione e collegamento tra i due.
Legati agli impianti di risalita del Mottolino e del Carosello 3000 ci sono diverse cime delle Alpi di Livigno che fanno da cornice e destinazione per i turisti del paese di Livigno sia tramite impianti di risalita che tramite sentieri tracciati di escursionismo. Alcune di queste cime sono: Il monte delle Rezze (2858 m) con la madonna del soccorso, Pizzo Cantone (2906 m), Morteir (2705 m), Monte Campaccio (3008 m) per il lato Carosello 3000. Il monte della Neve (2785 m) e Monte delle Mine (2883 m) per il lato Mottolino.
Durante la stagione estiva, non mancano i villeggianti che approfittano della zona extra-doganale per fare shopping o che, attirati dall'altitudine del luogo, lasciano le città calde e afose per rifugiarsi nel fresco clima di Livigno, e anche per fare escursioni con la bici nelle piste ciclabili presenti sul lato est del paese e in altre parti. Questa località è infatti conosciuta anche come il piccolo Tibet, in ragione delle caratteristiche geomorfologiche del luogo, che sono in parte simili a quelle himalayane: Livigno è infatti un altopiano circondato da montagne nel cuore delle Alpi Retiche. Il nome Il piccolo Tibet è stato attribuito dall'autore di leggende e racconti Alfredo Martinelli nel 1967 nella sua pubblicazione Livigno piccolo Tibet.

### Ambiente
Nel giugno 2019 Livigno riceve da Legambiente il Cigno Nero. Il deposito di materiali da costruzione, l’inquinamento causato da eventi turistici e un piano urbanistico sospetto hanno messo in dubbio la corretta e limpida gestione dell’amministrazione locale.

## Amministrazione

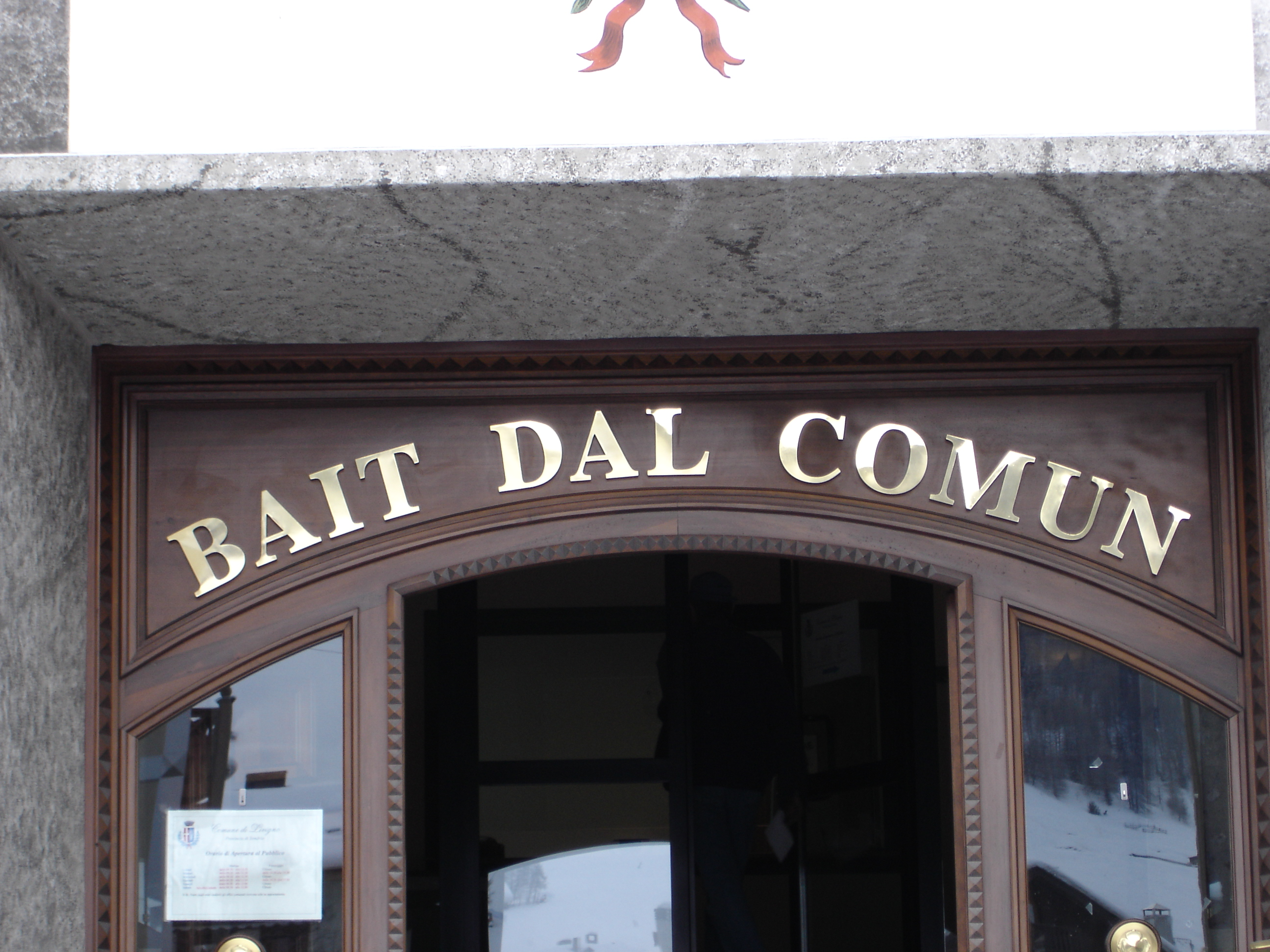
Il municipio di Livigno

Gonfalone comunale

| Periodo        | Periodo        | Primo cittadino            | Partito                    | Carica  | Note          |
| -------------- | -------------- | -------------------------- | -------------------------- | ------- | ------------- |
| 27 aprile 1997 | 12 maggio 2001 | Flavio Claoti              | Lista civica di Centro     | Sindaco | [ 23 ]        |
| 13 maggio 2001 | 14 maggio 2011 | Attilio Lionello Silvestri | Lista civica               | Sindaco | [ 24 ] [ 25 ] |
| 15 maggio 2011 | 3 ottobre 2021 | Damiano Bormolini          | Lista civica Punto Livigno | Sindaco | [ 26 ]        |
| 3 ottobre 2021 | in carica      | Remo Galli                 | Lista civica Punto Livigno | Sindaco | [ 27 ]        |

## Sport

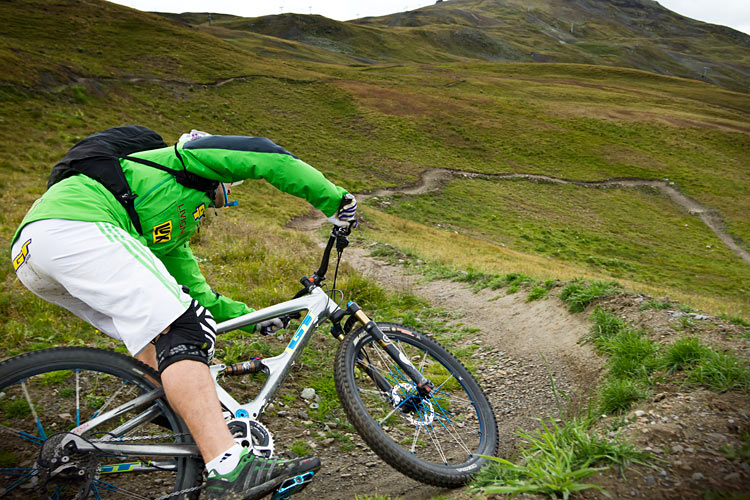
Mountain Biking a Livigno

### Ciclismo
| Edizione | Tappa | Partenza                  | Km  | Vincitore di tappa | Maglia rosa      |
| -------- | ----- | ------------------------- | --- | ------------------ | ---------------- |
| 1972     | 16ª   | Parabiago-Livigno         | 256 | Eddy Merckx        | Eddy Merckx      |
| 2005     | 14ª   | Egna-Livigno              | 210 | Iván Parra         | Paolo Savoldelli |
| 2024     | 15ª   | Manerba del Garda-Livigno | 222 | Tadej Pogačar      | Tadej Pogačar    |

- Nel 2005 è sede dei Campionati del mondo di mountain bike.

### Scacchi
In settembre a Livigno si svolge un torneo internazionale di scacchi (Livigno Chess Open) organizzato dal circolo scacchistico cittadino "Amos Cusini", giunto nel 2012 alla terza edizione. A vincere il torneo nel 2010 è stato il grande maestro russo Igor Naumkin, nel 2011 il grande maestro russo Sergej Volkov e nel 2012 il grande maestro italiano Alberto David.

### Stralivigno
Ogni anno, nel mese di luglio, la città ospita la Stralivigno, una manifestazione podistica internazionale competitiva di 21 km.

### Sci
Nota meta per lo sci, Livigno ospita molti club dedicati allo sci freestyle. L'area sci di Livigno ha un totale di 115 km di piste, di cui 30 km di piste per sciatori principianti, 65 km per sciatori esperti e 20 km per freerider.
Nel mese di dicembre si svolge La Sgambeda, gara internazionale di granfondo di sci di fondo. Nel gennaio 2023 ha ospitato per la prima volta due gare della Coppa del Mondo di sci di fondo.

### XXV Giochi olimpici invernali Milano-Cortina
Livigno, insieme a Bormio, è una meta della Valtellina per i XXV Giochi olimpici invernali del 2026. Presso le sedi competitive Mottolino, Sitas-Tagliede e Carosello 3000 si terranno le gare di snowboard e freestyle. Il villaggio olimpico sarà diffuso in varie strutture alberghiere già esistenti.